# Констанц с Капри
Констанц (VII век — Капри, Marina Grande, VII век) — святой епископ, просветитель некоторых регионов Южного Италии. День памяти — 14 мая.
Сведения о жизни святого Констанца очень фрагментарны: некоторые историки считают, что его следовало бы отождествить с патриархом Константином I, память которого греческая церковь почитает  9 августа.
С уверенностью можно сказать, что он понёс труды евангельской проповеди против еретиков на юге итальянского полуострова, достигнув Капри, где он умер. По мнению местных жителей его труды на острове были таковы, что после его смерти жители посвятили ему церковь Сан-Констанцо, которая на протяжении нескольких веков была также епархиальным собором Капри.
Память святого совершается 14 мая, но его имя не записано в римском мартирологе.
Мощи святого почивают частично в церкви Санто-Стефано на Капри, частично — в склепе Сан-Гульельмо в Монтеверджине.